# Bagan Sinembah Barat
Bagan Sinembah Barat is een bestuurslaag in het regentschap Rokan Hilir van de provincie Riau, Indonesië. Bagan Sinembah Barat telt 3757 inwoners (volkstelling 2010).